# 浅野拓磨
浅野 拓磨（あさの たくま、1994年11月10日 - ）は、三重県三重郡菰野町出身のプロサッカー選手。ラ・リーガ・RCDマジョルカ所属。ポジションはフォワード（センターフォワード、セカンドトップ）、ミッドフィールダー（サイド・ミッドフィールダー、ウイング、攻撃的ミッドフィールダー）。日本代表。
実弟の浅野雄也もプロサッカー選手（名古屋グランパス所属）。

## 経歴

### プロ入り前
7人兄弟の三男。男の子6人に末っ子が女の子である。拓磨とは17歳年下。兄弟の影響で幼い頃から自身もサッカーを始めた。小学生時代はペルナSC、中学生時代は菰野町立八風中学校でプレーした。ちなみに2チームとも県外遠征をすることはあれども、当時は全国的には無名のチームだった。高校進学時は家庭の経済環境を考えた上でサッカーをしようと考えていたが、中学サッカー部の顧問や担任が両親を熱心に説得したことから地元サッカーの名門三重県立四日市中央工業高等学校へ進学することとなった。
進学した四中工では同期に田村翔太がおり共に活躍した。浅野は1年からAチームに絡み2年時にレギュラーを獲得。高校選手権では3年連続（第89回・第90回・第91回）で出場を果たし、特に第90回大会では史上4人目となる初戦から決勝まで全試合得点を挙げ大会得点王となった。第90回および第91回大会優秀選手および高校選抜にも選ばれ、高校卒業の際には横浜F・マリノスやサンフレッチェ広島含め複数クラブから獲得オファーが届いた。

### サンフレッチェ広島
2013年、サンフレッチェ広島とプロ契約を結んだ。同期入団に朴亨鎮、野津田岳人、金廷錫がいた。
2015年4月18日のFC東京戦でリーグ戦初ゴールを挙げる。また、リーグ戦ではスーパーサブに定着して全8得点は途中出場での得点となった。12月5日、チャンピオンシップの決勝ではガンバ大阪と対戦し、第2戦で佐藤寿人に代わって途中出場をして貴重な得点をあげた。
この活躍が評価され、浅野はJリーグアウォーズ2015においてベストヤングプレイヤー賞を受賞した。
2016シーズンより背番号が「10」に変更された。3月16日、AFCチャンピオンズリーグ第3節のブリーラム・ユナイテッドFCで2得点を決めてグループリーグ初勝利に貢献した。3月20日の大宮アルディージャ戦で先発出場したため、浅野の連続試合途中出場記録が歴代最長の33試合でストップした。7月18日、移籍前最終戦となった2ndステージ第4節の横浜F・マリノス戦ではフル出場し、広島を後にした。

### シュトゥットガルト

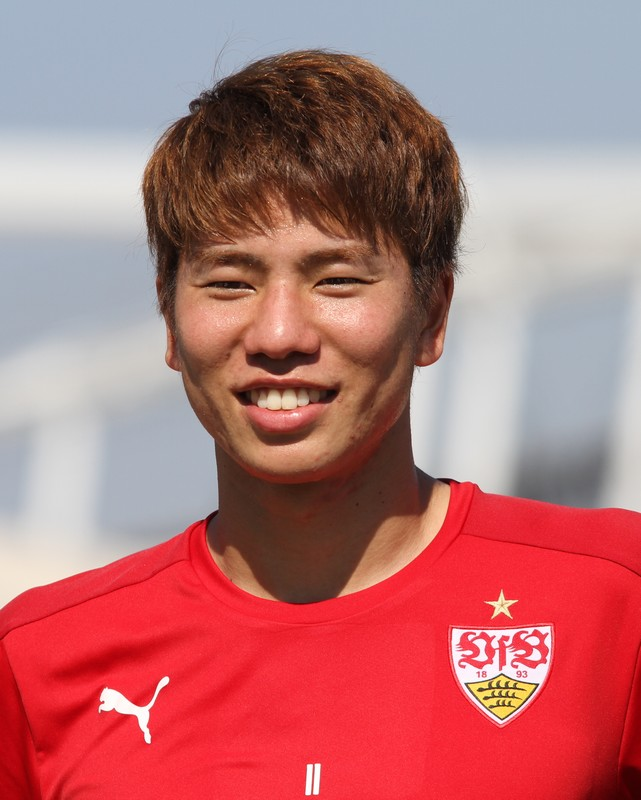
VfBシュトゥットガルト時代（2016年）

2016年7月3日、プレミアリーグ・アーセナルFCへの完全移籍が発表された が労働許可が下りず、8月26日にブンデスリーガ2部（当時）のシュトゥットガルトへ1年間の期限付き移籍する事が発表された。9月8日、リーグ戦の1.FCハイデンハイム戦で途中出場をして移籍後初出場を果たした。9月20日、第6節のブラウンシュヴァイク戦で初アシストを記録。10月30日、第11節の山田大記が所属しているカールスルーエSC戦で移籍後初得点を決めた。2017年4月9日、カールスルーエSCとのダービーマッチでは移籍後初の1試合2得点を決めて勝利に貢献した。
2017年6月22日、シュトゥットガルトに残留することが発表された。8月19日、開幕戦のヘルタ・ベルリン戦でブンデス1部デビューを飾った。11月25日、第13節のハノーファー96戦で今季初得点とともにブンデス1部初得点を決めた。しかし、シーズン通して負傷に悩まされ、2018年1月の監督交代を期に出場機会も減少。2017-18シーズンは15試合1ゴールにおわり、5月14日にレンタル契約終了が発表された。

### ハノーファー
2018年5月23日、ハノーファー96への1年間のレンタル移籍が発表された。8月25日、開幕戦のヴェルダー・ブレーメン戦で先発出場し、以後9試合で先発、4試合で途中出場した。しかし、チームは低迷し、2部降格の危機に瀕することになり、その結果契約問題が浮上。契約は出場試合数が基準に達した場合の買い取り義務があったが、あと2試合で買い取りという段階でマルティン・キント会長は浅野の起用禁止を指示した。会長の介入があった2019年4月時点でハノーファーの2部降格は目前に迫っており、浅野の完全移籍移行を進めていたホルスト・ヘルトSD（スポーツディレクター、編成責任者）はこの報道の翌週に解任され、2部降格も決定。結局浅野は買い叩かれる形でハノーファーを追われることになった。

### パルチザン
2019年8月1日、セルビアリーグのパルチザン・ベオグラードと3年契約を締結したことが発表された。8月9日、UEFAヨーロッパリーグ・予選3回戦のイェニ・マラティヤスポル戦で移籍後初ゴールを決めた。2020年5月30日、第27節でリーグ再開初戦のFKムラドスト・ルチャニ戦では1得点1アシストの活躍を見せた。
2020年8月9日、第3節のFKヤヴォル・イヴァニツァ戦で2試合連続ゴールを決めて勝利に貢献した。8月22日、第5節のFKインジヤ戦では自身初のハットトリックを決めて勝利に貢献した。2021年3月20日、第20節のOFKバチュカ戦では2試合連続ゴールをきめて得点ランキング2位に浮上した。
2021年5月2日、自身のSNSにて、給与の未払い等の理由で、パルチザンとの契約解除を発表した。今季はチーム最大の得点源として活躍し、セルビアリーグ得点ランキング2位の18ゴールを挙げるなど計40試合で21得点の活躍だったが、双方にとって残念な結果となった。パルチザンは「浅野が自主的に退団した」として、FIFAに浅野を提訴したが、2022年6月FIFAから浅野側の勝訴と判断が下され、パルチザンには未払い分給与額45万3281ユーロ（約6200万円）の支払いが命じられた。 パルチザンは続いてCASへ提訴したが、こちらも2023年1月CASは浅野のパルチザン退団について「正当な理由による契約解除」と判断し、パルチザンへ45万3281ユーロと5%の利息、くわえて滞納していた家賃なども支払うようパルチザンへ命じ、この争いは終結した。。

### ボーフム
2021年6月22日、VfLボーフムと3年契約を締結したことが発表された。背番号は10番。
序盤からスタメン出場こそ多かったものの、2021年はわずか1アシストと結果が伴わなかった。翌年2022年1月23日のケルン戦でスタメン落ちながら65分に途中出場を果たすと、5分後に移籍後初ゴールを記録した。ブンデスリーガでは4年2ヶ月ぶりのゴールとなった。また4月2日のホッフェンハイム戦では、決勝ゴールを含む2得点を挙げ勝利に貢献した。同シーズンは最終的にリーグ戦27試合3得点4アシストを記録した。2022-23シーズンからは背番号11を背負う。
2023年5月28日、2部クラブとの入れ替え戦に臨まなければならない16位で迎えた最終節、レバークーゼン戦で先制点をアシスト、さらにチーム2点目のゴールを決めるなど、1ゴール1アシストを記録しチームを残留に導いた。
2024年もチームの主力として活躍し、2月18日(現地時間)のバイエルン・ミュンヘン戦ではW杯に続きマヌエル・ノイアーからゴールを挙げ逆転勝利に貢献した。公式戦では7ゴール1アシストとボーフムでのキャリアハイを樹立したが、この年がクラブとの3年契約の最終年でもありデュッセルドルフとのブンデス降格プレーオフ後に正式に退団が発表された。

### マジョルカ
2024年7月6日、リーガ・エスパニョーラのRCDマジョルカと2年契約を締結したことが発表された。2024年8月18日、ラ・リーガ第1節のレアル・マドリード戦にて、先発出場した。同試合では、持ち前の運動量と献身的な守備力を発揮し、後半は最大の武器であるスピードを生かしてアントニオ・リュディガーをドリブルで翻弄するなどの活躍でレアル・マドリード相手に貴重な勝点1を獲得するのに貢献した。

### 日本代表
世代別代表
2016年、AFC U-23選手権2016にU-23日本代表として参加、決勝のU-23韓国戦では後半から投入され、2得点を挙げてU-23日本代表の逆転勝利の立役者のひとりとなった。同年6月3日に行われたキリンカップサッカー2016・ブルガリア戦で後半14分に途中出場し、後半42分に自身で得たPKを決め、A代表初ゴールを挙げた。6月7日のボスニア・ヘルツェゴビナ戦では代表初先発で起用された。
同年7月1日、リオデジャネイロオリンピックの18人のメンバーに選出された。初戦のナイジェリア戦 と第2戦のコロンビア戦では得点を挙げ、第3戦のU-23スウェーデン代表戦にも出場したが、チームはグループリーグ敗退となった。
A代表
2015年7月23日に浅野は東アジアカップ2015に出場する日本代表メンバーに初選出された。8月2日の北朝鮮戦で代表初出場を果たした。
2016年9月1日に行われたW杯アジア3次予選1戦目・UAE戦では、後半から出場したがゴールラインを割ったように見えたシュートがゴールと認められず、「幻のゴール」となった。同月6日に行われた第2戦目のタイ戦では、A代表初スタメンで出場し、後半30分に得点も挙げた。
2017年8月31日、オーストラリア戦では右WGとして先発に抜擢されると、長友佑都からのクロスに合わせ貴重な先制点を挙げ、2-0での勝利と共に6大会連続W杯出場に貢献した。しかし、本大会のメンバーからは外れ、予備登録メンバーとして本大会に同行した。
2018年12月、AFCアジアカップ2019に出場する日本代表メンバーに選出されるも、左内転筋の肉離れにより出場辞退となった。
2019年10月15日、タジキスタン戦では、後半から途中出場して2年ぶりのゴールを決めた。
2021年5月20日、無所属ながら6月に行われる国際親善試合の日本代表メンバーとして選出された。
2022年11月1日、2022 FIFAワールドカップ（カタール）に臨む日本代表に選出。9月に膝の内側側副靭帯を負傷して以降、公式戦復帰を果たしていない中でのW杯メンバー入りとなった。かつて日本代表として2010 FIFAワールドカップに出場した田中マルクス闘莉王からは上田綺世、前田大然とともに「ヘボ、ヘボ、ヘボ、3人をミキサーに入れて1人だけの選手を作るんだったら、それも作れないくらい3人ともヘボ。俺の方が点取ってる」と酷評された。
11月23日、グループステージE初戦でFIFAランク11位のドイツと対戦。0-1のビハインドで迎えた57分から途中出場すると、プレッシングや最前線で身体を張りカウンターの起点となった。その後堂安律のゴールにより1-1として迎えた83分、板倉滉からのロングフィードを受けると、ドイツDFニコ・シュロッターベックに身体を当てられながらもゴールから角度が無い所で右足を振りぬき、逆転弾となるゴールを奪った。これが決勝点となり、過去W杯を4度制覇している優勝候補からの逆転勝利に貢献を果たした。この活躍に対し、前述の通り浅野を酷評していた田中マルクス闘莉王は「前田ヘボ、上田ヘボ、浅野...ヘボじゃない！取り消しじゃ。」「あのトラップで決まりましたね。謝罪します。取り消しです。浅野はヘボじゃなくなりました。あの大舞台で点を取ってくれたんです。ありがとうございます」と語った。

## 人物
- 浅野の愛称であるジャガーは、サンフレッチェ広島携帯サイトのコラム内でライターの中野和也の「石原直樹がピューマのようであるなら、浅野拓磨はジャガーのようである」というフレーズが由来になっている[48]。その後、Jリーグタイム（NHK BS1）のコーナーで当時の絶対的エースだった佐藤寿人が浅野を注目の若手として紹介した際に「ジャガー浅野」の愛称がつけられ、同時期の自身の好調もありこの愛称が定着した。ゴールを決めた後は、顔の横で両手の爪を立てて口を大きく開ける『ジャガーポーズ』を見せる[49]。
- 2020年に三重県四日市市内で高級食パン専門店を開店させ、自身をオーナーとし、実兄を店長として営業している[50]。
- 好きなアーティストはUVERworld。中でも「PRAYING RUN」をよく聴いているという。

## プレースタイル
- スピードに加え、運動量や守備への高い貢献度を有している[51]。
- センターFWのほか、左右のサイドMFやWG、セカンドトップ、攻撃的MF（トップ下、シャドー、インサイドハーフ）など、前線のポジションでの万能さがある[5][52]。

## 所属クラブ
- ペルナSC
- 菰野町立八風中学校
- 三重県立四日市中央工業高等学校
- 2013年 - 2016年7月 サンフレッチェ広島
  - 2014年 - 2015年 Jリーグ・アンダー22選抜
- 2016年7月 - 2019年 アーセナルFC
  - 2016年8月 - 2018年5月 VfBシュトゥットガルト（期限付き移籍）
  - 2018年5月 - 2019年 ハノーファー96（期限付き移籍）
- 2019年 - 2021年5月 パルチザン・ベオグラード
- 2021年6月 - 2024年5月 VfLボーフム
- 2024年7月 - RCDマジョルカ

## 個人成績
| 国内大会個人成績 | 国内大会個人成績   | 国内大会個人成績 | 国内大会個人成績 | 国内大会個人成績 | 国内大会個人成績 | 国内大会個人成績 | 国内大会個人成績 | 国内大会個人成績 | 国内大会個人成績 | 国内大会個人成績 | 国内大会個人成績 |
| 年度             | クラブ             | 背番号           | リーグ           | リーグ戦         | リーグ戦         | リーグ杯         | リーグ杯         | オープン杯       | オープン杯       | 期間通算         | 期間通算         |
| 年度             | クラブ             | 背番号           | リーグ           | 出場             | 得点             | 出場             | 得点             | 出場             | 得点             | 出場             | 得点             |
| 日本             | 日本               | 日本             | 日本             | リーグ戦         | リーグ戦         | リーグ杯         | リーグ杯         | 天皇杯           | 天皇杯           | 期間通算         | 期間通算         |
| ---------------- | ------------------ | ---------------- | ---------------- | ---------------- | ---------------- | ---------------- | ---------------- | ---------------- | ---------------- | ---------------- | ---------------- |
| 2013             | 広島               | 29               | J1               | 1                | 0                | 0                | 0                | 5                | 0                | 6                | 0                |
| 2014             | 広島               | 29               | J1               | 11               | 0                | 2                | 0                | 0                | 0                | 13               | 0                |
| 2015             | 広島               | 29               | J1               | 32               | 8                | 5                | 4                | 5                | 4                | 42               | 16               |
| 2016             | 広島               | 10               | J1               | 14               | 4                | -                | -                | -                | -                | 14               | 4                |
| ドイツ           | ドイツ             | ドイツ           | ドイツ           | リーグ戦         | リーグ戦         | リーグ杯         | リーグ杯         | DFBポカール      | DFBポカール      | 期間通算         | 期間通算         |
| 2016-17          | シュトゥットガルト | 11               | ブンデス2部      | 26               | 4                | -                | -                | 1                | 0                | 27               | 4                |
| 2017-18          | シュトゥットガルト | 11               | ブンデス1部      | 15               | 1                | -                | -                | 3                | 0                | 18               | 1                |
| 2018-19          | ハノーファー       | 11               | ブンデス1部      | 13               | 0                | -                | -                | 2                | 1                | 15               | 1                |
| セルビア         | セルビア           | セルビア         | セルビア         | リーグ戦         | リーグ戦         | リーグ杯         | リーグ杯         | オープン杯       | オープン杯       | 期間通算         | 期間通算         |
| 2019-20          | パルチザン         | 11               | スーペル         | 23               | 4                | -                | -                | 4                | 2                | 27               | 6                |
| 2020-21          | パルチザン         | 11               | スーペル         | 33               | 18               | -                | -                | 4                | 3                | 37               | 21               |
| ドイツ           | ドイツ             | ドイツ           | ドイツ           | リーグ戦         | リーグ戦         | リーグ杯         | リーグ杯         | DFBポカール      | DFBポカール      | 期間通算         | 期間通算         |
| 2021-22          | VfLボーフム        | 10               | ブンデス1部      | 27               | 3                | -                | -                | 4                | 0                | 31               | 3                |
| 2022-23          | VfLボーフム        | 11               | ブンデス1部      | 25               | 3                | -                | -                | 2                | 1                | 27               | 4                |
| 2023-24          | VfLボーフム        | 11               | ブンデス1部      | 29               | 6                | -                | -                | 1                | 1                | 30               | 7                |
| スペイン         | スペイン           | スペイン         | スペイン         | リーグ戦         | リーグ戦         | 国王杯           | 国王杯           | オープン杯       | オープン杯       | 期間通算         | 期間通算         |
| 2024-25          | RCDマジョルカ      | 11               | プリメーラ       | 21               | 2                | -                | -                | 1                | 0                | 22               | 2                |
| 通算             | 日本               | 日本             | J1               | 58               | 12               | 7                | 4                | 10               | 4                | 75               | 20               |
| 通算             | ドイツ             | ドイツ           | ブンデス1部      | 109              | 13               | -                | -                | 12               | 3                | 121              | 16               |
| 通算             | ドイツ             | ドイツ           | ブンデス2部      | 26               | 4                | -                | -                | 1                | 0                | 27               | 4                |
| 通算             | セルビア           | セルビア         | スーペル         | 56               | 22               | -                | -                | 8                | 5                | 64               | 27               |
| 通算             | スペイン           | スペイン         | プリメーラ       | 21               | 2                | -                | -                | 1                | 0                | 30               | 2                |
| 総通算           | 総通算             | 総通算           | 総通算           | 270              | 53               | 7                | 4                | 32               | 12               | 309              | 69               |

その他の公式戦
| 2014   | J-22   | -      | J3     | 2 | 0 | 2 | 0 |
| 2015   | J-22   | -      | J3     | 1 | 0 | 1 | 0 |
| 通算   | 日本   | 日本   | J3     | 3 | 0 | 3 | 0 |
| 総通算 | 総通算 | 総通算 | 総通算 | 3 | 0 | 3 | 0 |

- 2014年
  - XEROX SUPER CUP 1試合1得点
- 2015年
  - Jリーグチャンピオンシップ 2試合1得点
- 2016年
  - XEROX SUPER CUP 1試合1得点
- 2025年
  - スーペルコパ・デ・エスパーニャ 1試合0得点

| 国際大会個人成績 | 国際大会個人成績 | 国際大会個人成績 | 国際大会個人成績 | 国際大会個人成績 | FIFA      | FIFA      |
| 年度             | クラブ           | 背番号           | 出場             | 得点             | 出場      | 得点      |
| AFC              | AFC              | AFC              | ACL              | ACL              | クラブW杯 | クラブW杯 |
| ---------------- | ---------------- | ---------------- | ---------------- | ---------------- | --------- | --------- |
| 2013             | 広島             | 29               | 0                | 0                | -         | -         |
| 2014             | 広島             | 29               | 6                | 0                | -         | -         |
| 2015             | 広島             | 29               | -                | -                | 4         | 1         |
| 2016             | 広島             | 10               | 4                | 3                | -         | -         |
| UEFA EL          | UEFA EL          | UEFA EL          | UEFA EL          | UEFA EL          | クラブW杯 | クラブW杯 |
| 2019-20          | パルチザン       | 11               | 6                | 2                | -         | -         |
| 通算             | AFC              | AFC              | 10               | 3                | 4         | 1         |
| 通算             | UEFA             | UEFA             | 6                | 2                | -         | -         |

- 2019年
  - UEFAヨーロッパリーグプレーオフ 4試合1得点

## 略歴
- 公式戦初出場 : 2013年9月8日 天皇杯2回戦対福岡大学戦（福山市竹ヶ端運動公園陸上競技場）
  - 90分+3、佐藤寿人と途中交代出場
- Jリーグ初出場 : 2013年9月14日 J1第25節対川崎フロンターレ戦（等々力陸上競技場）
  - 82分、千葉和彦と途中交代出場
- 公式戦初得点：2014年2月22日 ゼロックススーパーカップ対横浜F・マリノス戦（国立競技場）
  - 59分佐藤寿人と途中交代出場、66分ゴール
- Jリーグ初得点：2015年4月18日 J1・1st第6節対FC東京戦（味の素スタジアム）
  - 72分佐藤寿人と途中交代出場、82分ゴール
- J1連続試合途中出場記録：33試合（歴代最長）
  - 2015年4月12日 J1・1st第5節対名古屋グランパスエイト戦 - 2016年3月12日 J1・1st第3節対湘南ベルマーレ戦

## 代表歴

### 出場大会
- U-18日本代表
- 日本高校サッカー選抜
  - NEXT GENERATION MATCH（2012年）
- U-20日本代表
  - 2013年東アジア競技大会
- U-21日本代表
  - AFC U-22アジアカップ2013
- U-22日本代表
  - AFC U-23選手権（予選）
- U-23日本代表
  - AFC U-23選手権2016
  - トゥーロン国際大会
  - キリンチャレンジカップ
  - リオデジャネイロオリンピック
- 日本代表
  - 2015年 - 東アジアカップ2015
  - 2016年 - キリンカップサッカー2016
  - 2016年 - 2018 FIFAワールドカップ・アジア3次予選
  - 2019年 - 2022 FIFAワールドカップ・アジア2次予選
  - 2021年 - 2022 FIFAワールドカップ・アジア3次予選
  - 2022年 - キリンカップサッカー2022
  - 2022年 - 2022 FIFAワールドカップ
  - 2024年 - AFCアジアカップ2023

### 試合数
- 国際Aマッチ 53試合 9得点（2015年 - ）

| 日本代表 | 国際Aマッチ | 国際Aマッチ |
| 年       | 出場        | 得点        |
| -------- | ----------- | ----------- |
| 2015     | 3           | 0           |
| 2016     | 7           | 2           |
| 2017     | 7           | 1           |
| 2018     | 1           | 0           |
| 2019     | 2           | 1           |
| 2020     | 2           | 0           |
| 2021     | 10          | 2           |
| 2022     | 9           | 2           |
| 2023     | 7           | 1           |
| 2024     | 5           | 0           |
| 通算     | 53          | 9           |

### 出場
| No. | 開催日         | 開催都市         | スタジアム                                             | 対戦国                   | 結果         | 監督                       | 大会                                                             |
| --- | -------------- | ---------------- | ------------------------------------------------------ | ------------------------ | ------------ | -------------------------- | ---------------------------------------------------------------- |
| 1.  | 2015年8月2日   | 武漢             | 武漢体育中心                                           | 朝鮮民主主義人民共和国   | ●1-2         | ヴァイッド・ハリルホジッチ | EAFF東アジアカップ2015                                           |
| 2.  | 2015年8月5日   | 武漢             | 武漢体育中心                                           | 韓国                     | △1-1         | ヴァイッド・ハリルホジッチ | EAFF東アジアカップ2015                                           |
| 3.  | 2015年8月9日   | 武漢             | 武漢体育中心                                           | 中国                     | △1-1         | ヴァイッド・ハリルホジッチ | EAFF東アジアカップ2015                                           |
| 4.  | 2016年6月3日   | 豊田             | 豊田スタジアム                                         | ブルガリア               | ○7-2         | ヴァイッド・ハリルホジッチ | キリンカップサッカー2016                                         |
| 5.  | 2016年6月7日   | 吹田             | パナソニックスタジアム吹田                             | ボスニア・ヘルツェゴビナ | ●1-2         | ヴァイッド・ハリルホジッチ | キリンカップサッカー2016                                         |
| 6.  | 2016年9月1日   | さいたま         | 埼玉スタジアム2002                                     | アラブ首長国連邦         | ●1-2         | ヴァイッド・ハリルホジッチ | 2018 FIFAワールドカップ・アジア最終予選                          |
| 7.  | 2016年9月6日   | バンコク         | ラジャマンガラ・スタジアム                             | タイ                     | ○2-0         | ヴァイッド・ハリルホジッチ | 2018 FIFAワールドカップ・アジア最終予選                          |
| 8.  | 2016年10月6日  | さいたま         | 埼玉スタジアム2002                                     | イラク                   | ○2-1         | ヴァイッド・ハリルホジッチ | 2018 FIFAワールドカップ・アジア最終予選                          |
| 9.  | 2016年10月11日 | メルボルン       | ドックランズ・スタジアム                               | オーストラリア           | △1-1         | ヴァイッド・ハリルホジッチ | 2018 FIFAワールドカップ・アジア最終予選                          |
| 10. | 2016年11月11日 | 鹿嶋             | 茨城県立カシマサッカースタジアム                       | オマーン                 | ○4-0         | ヴァイッド・ハリルホジッチ | キリンチャレンジカップ2016                                       |
| 11. | 2017年6月7日   | 調布             | 東京スタジアム                                         | シリア                   | △1-1         | ヴァイッド・ハリルホジッチ | キリンチャレンジカップ2017                                       |
| 12. | 2017年8月31日  | さいたま         | 埼玉スタジアム2002                                     | オーストラリア           | ○2-0         | ヴァイッド・ハリルホジッチ | 2018 FIFAワールドカップ・アジア最終予選                          |
| 13. | 2017年9月5日   | ジッダ           | キング・アブドゥッラー・スポーツシティ                 | サウジアラビア           | ●0-1         | ヴァイッド・ハリルホジッチ | 2018 FIFAワールドカップ・アジア最終予選                          |
| 14. | 2017年10月6日  | 豊田             | 豊田スタジアム                                         | ニュージーランド         | ○2-1         | ヴァイッド・ハリルホジッチ | キリンチャレンジカップ2017                                       |
| 15. | 2017年10月10日 | 横浜             | 日産スタジアム                                         | ハイチ                   | △3-3         | ヴァイッド・ハリルホジッチ | キリンチャレンジカップ2017                                       |
| 16. | 2017年11月10日 | リール           | スタッド・ピエールモーロワ                             | ブラジル                 | ●1-3         | ヴァイッド・ハリルホジッチ | 国際親善試合                                                     |
| 17. | 2017年11月14日 | ブルッヘ         | ヤン・ブレイデルスタディオン                           | ベルギー                 | ●0-1         | ヴァイッド・ハリルホジッチ | 国際親善試合                                                     |
| 18. | 2018年9月11日  | 吹田             | パナソニックスタジアム吹田                             | コスタリカ               | ○3-0         | 森保一                     | キリンチャレンジカップ2018                                       |
| 19. | 2019年10月15日 | ドゥシャンベ     | ドゥシャンベ・セントラル・スタジアム                   | タジキスタン             | ○3-0         | 森保一                     | 2022 FIFAワールドカップ・アジア2次予選兼 AFCアジアカップ2023予選 |
| 20. | 2019年11月19日 | 吹田             | パナソニックスタジアム吹田                             | ベネズエラ               | ●1-4         | 森保一                     | キリンチャレンジカップ2019                                       |
| 21. | 2020年11月13日 | グラーツ         | メルクーア・アレーナ                                   | パナマ                   | ○1-0         | 森保一                     | 国際親善試合                                                     |
| 22. | 2020年11月17日 | グラーツ         | メルクーア・アレーナ                                   | メキシコ                 | ●0-2         | 森保一                     | 国際親善試合                                                     |
| 23. | 2021年3月25日  | 横浜             | 日産スタジアム                                         | 韓国                     | ○3-0         | 森保一                     | 国際親善試合                                                     |
| 24. | 2021年3月30日  | 千葉             | フクダ電子アリーナ                                     | モンゴル                 | ○14-0        | 森保一                     | 2022 FIFAワールドカップ・アジア2次予選兼 AFCアジアカップ2023予選 |
| 25. | 2021年5月28日  | 千葉             | フクダ電子アリーナ                                     | ミャンマー               | ○10-0        | 森保一                     | 2022 FIFAワールドカップ・アジア2次予選兼 AFCアジアカップ2023予選 |
| 26. | 2021年6月7日   | 吹田             | パナソニックスタジアム吹田                             | タジキスタン             | ○4-1         | 森保一                     | 2022 FIFAワールドカップ・アジア2次予選兼 AFCアジアカップ2023予選 |
| 27. | 2021年6月11日  | 神戸             | ノエビアスタジアム神戸                                 | セルビア                 | ○1-0         | 森保一                     | キリンチャレンジカップ2021                                       |
| 28. | 2021年6月15日  | 吹田             | パナソニックスタジアム吹田                             | キルギス                 | ○5-1         | 森保一                     | 2022 FIFAワールドカップ・アジア2次予選兼 AFCアジアカップ2023予選 |
| 29. | 2021年10月8日  | ジッダ           | キング・アブドゥッラー・スポーツシティ                 | サウジアラビア           | ●0-1         | 森保一                     | 2022 FIFAワールドカップ・アジア3次予選                           |
| 30. | 2021年10月12日 | さいたま         | 埼玉スタジアム2002                                     | オーストラリア           | ○2-1         | 森保一                     | 2022 FIFAワールドカップ・アジア3次予選                           |
| 31. | 2021年11月11日 | ハノイ           | ミーディン国立競技場                                   | ベトナム                 | ○1-0         | 森保一                     | 2022 FIFAワールドカップ・アジア3次予選                           |
| 32. | 2021年11月17日 | マスカット       | スルタン・カーブース・スポーツコンプレックス           | オマーン                 | ○1-0         | 森保一                     | 2022 FIFAワールドカップ・アジア3次予選                           |
| 33. | 2022年2月1日   | さいたま         | 埼玉スタジアム2002                                     | サウジアラビア           | ○2-0         | 森保一                     | 2022 FIFAワールドカップ・アジア3次予選                           |
| 34. | 2022年3月24日  | シドニー         | スタジアム・オーストラリア                             | オーストラリア           | ○2-0         | 森保一                     | 2022 FIFAワールドカップ・アジア3次予選                           |
| 35. | 2022年6月2日   | 札幌             | 札幌ドーム                                             | パラグアイ               | ○4-1         | 森保一                     | キリンチャレンジカップ2022                                       |
| 36. | 2022年6月14日  | 吹田             | パナソニックスタジアム吹田                             | チュニジア               | ●0-3         | 森保一                     | キリンカップサッカー2022                                         |
| 37. | 2022年11月17日 | ドバイ           | アール・マクトゥーム・スタジアム                       | カナダ                   | ●1-2         | 森保一                     | 国際親善試合                                                     |
| 38. | 2022年11月23日 | ライヤーン       | ハリーファ国際スタジアム                               | ドイツ                   | ○2-1         | 森保一                     | 2022 FIFAワールドカップ                                          |
| 39. | 2022年11月27日 | ライヤーン       | アフメド・ビン＝アリー・スタジアム                     | コスタリカ               | ●0-1         | 森保一                     | 2022 FIFAワールドカップ                                          |
| 40. | 2022年12月1日  | ライヤーン       | ハリーファ国際スタジアム                               | スペイン                 | ○2-1         | 森保一                     | 2022 FIFAワールドカップ                                          |
| 41. | 2022年12月5日  | アル＝ワクラ     | アル・ジャヌーブ・スタジアム                           | クロアチア               | △1-1 (PK1-3) | 森保一                     | 2022 FIFAワールドカップ                                          |
| 42. | 2023年3月24日  | 新宿             | 国立競技場                                             | ウルグアイ               | △1-1         | 森保一                     | キリンチャレンジカップ2023                                       |
| 43. | 2023年3月28日  | 大阪             | ヨドコウ桜スタジアム                                   | コロンビア               | ●1-2         | 森保一                     | キリンチャレンジカップ2023                                       |
| 44. | 2023年6月15日  | 豊田             | 豊田スタジアム                                         | エルサルバドル           | ○6-0         | 森保一                     | キリンチャレンジカップ2023                                       |
| 45. | 2023年9月9日   | ヴォルフスブルク | フォルクスワーゲン・アレーナ                           | ドイツ                   | ○4-1         | 森保一                     | 国際親善試合                                                     |
| 46. | 2023年10月13日 | 新潟             | デンカビッグスワンスタジアム                           | カナダ                   | ○4-1         | 森保一                     | MIZUHO BLUE DREAM MATCH2023                                      |
| 47. | 2023年10月17日 | 神戸             | ノエビアスタジアム神戸                                 | チュニジア               | ○2-0         | 森保一                     | キリンチャレンジカップ2023                                       |
| 48. | 2023年11月21日 | ジッダ           | プリンス・アブドゥッラー・アル・ファイサル・スタジアム | シリア                   | ○5-0         | 森保一                     | 2026 FIFAワールドカップ・アジア2次予選                           |
| 49. | 2024年1月19日  | ライヤーン       | エデュケーション・シティ・スタジアム                   | イラク                   | ●1-2         | 森保一                     | AFCアジアカップ2023                                              |
| 50. | 2024年1月31日  | ドーハ           | アル・トゥマーマ・スタジアム                           | バーレーン               | ○3-1         | 森保一                     | AFCアジアカップ2023                                              |
| 51. | 2024年2月3日   | ライヤーン       | エデュケーション・シティ・スタジアム                   | イラン                   | ●1-2         | 森保一                     | AFCアジアカップ2023                                              |
| 52. | 2024年3月21日  | 東京             | 国立競技場                                             | 朝鮮民主主義人民共和国   | ○1-0         | 森保一                     | 2026 FIFAワールドカップ・アジア2次予選                           |

### ゴール
| #  | 開催年月日     | 開催地           | スタジアム                           | 対戦国         | 勝敗  | 試合概要                               |
| -- | -------------- | ---------------- | ------------------------------------ | -------------- | ----- | -------------------------------------- |
| 1. | 2016年6月3日   | 豊田             | 豊田スタジアム                       | ブルガリア     | ○7-2  | キリンカップサッカー2016               |
| 2. | 2016年9月6日   | バンコク         | ラジャマンガラ・スタジアム           | タイ           | ○2-0  | 2018 FIFAワールドカップ・アジア3次予選 |
| 3. | 2017年8月31日  | さいたま         | 埼玉スタジアム2002                   | オーストラリア | ○2-0  | 2018 FIFAワールドカップ・アジア3次予選 |
| 4. | 2019年10月15日 | ドゥシャンベ     | ドゥシャンベ・セントラル・スタジアム | タジキスタン   | ○3-0  | 2022 FIFAワールドカップ・アジア2次予選 |
| 5. | 2021年3月30日  | 千葉             | フクダ電子アリーナ                   | モンゴル       | ○14-0 | 2022 FIFAワールドカップ・アジア2次予選 |
| 6. | 2021年6月15日  | 吹田             | パナソニックスタジアム吹田           | キルギス       | ○5-1  | 2022 FIFAワールドカップ・アジア2次予選 |
| 7. | 2022年6月2日   | 札幌             | 札幌ドーム                           | パラグアイ     | ○4-1  | キリンチャレンジカップ2022             |
| 8. | 2022年11月23日 | ライヤーン       | ハリーファ国際スタジアム             | ドイツ         | ○2-1  | 2022 FIFAワールドカップ                |
| 9. | 2023年9月9日   | ヴォルフスブルク | フォルクスワーゲン・アレーナ         | ドイツ         | ○4-1  | 国際親善試合                           |

## タイトル

### クラブ
サンフレッチェ広島
- Jリーグ ディビジョン1 / 明治安田生命J1リーグ：2回（2013年、2015年）
- FUJI XEROX SUPER CUP：3回（2013年、2014年、2016年）

VfBシュトゥットガルト
- 2. ブンデスリーガ：1回（2016-17）

### 代表
U-23日本代表
- AFC U-23選手権2016（2016年）

### 個人
- Jリーグベストヤングプレーヤー賞（2015年）
- JPFAアワード（JPFA）・ベストイレブン：1回（2022年）

## 参考資料
- 浅野拓磨 - ゲキサカ